# Калайджан, Арташес Арменакович
Арташес Арменакович Калайджан (арм. Արտաշես Քալաջյան; род. 28 декабря 1971, Сочи, Краснодарский край) — советский, российский, армянский футболист, нападающий, полузащитник.

## Карьера
Воспитанник сочинского футбола. В 1991 году подписал контракт с клубом «Жемчужина» Сочи. В 1992—1993 и 1996—1997 годах играл за фарм-клуб «Жемчужины». В 1997 году перешёл в «Волгарь», но не сыграв ни одного мачта, вернулся в сочинский клуб. 28 марта 1998 года в мачте против самарских «Крыльев Советов» дебютировал в чемпионате России. 17 июня того же года в мачте против московского «Динамо» забил первый гол в высшей лиге. В 2000 году перешёл в новороссийский «Черноморец», за который в чемпионате России сыграл 9 матчей. Всего в высшей лиге сыграл 60 матчей и забил 6 мячей. Закончил карьеру игрока в 2003 году, последним командой стала «Жемчужина».
Играл в чемпионате России по пляжному футболу за клубы «Сочи» (2006), «Адлер» (2007), «Весна» (2009).